# Сагонь
Сагонь (нем. Sagogn) — коммуна в Швейцарии, в кантоне Граубюнден. 
Входит в состав округа Сурсельва. Население составляет 637 человек (на 31 декабря 2006 года). Официальный код  —  3581.

## Фотографии

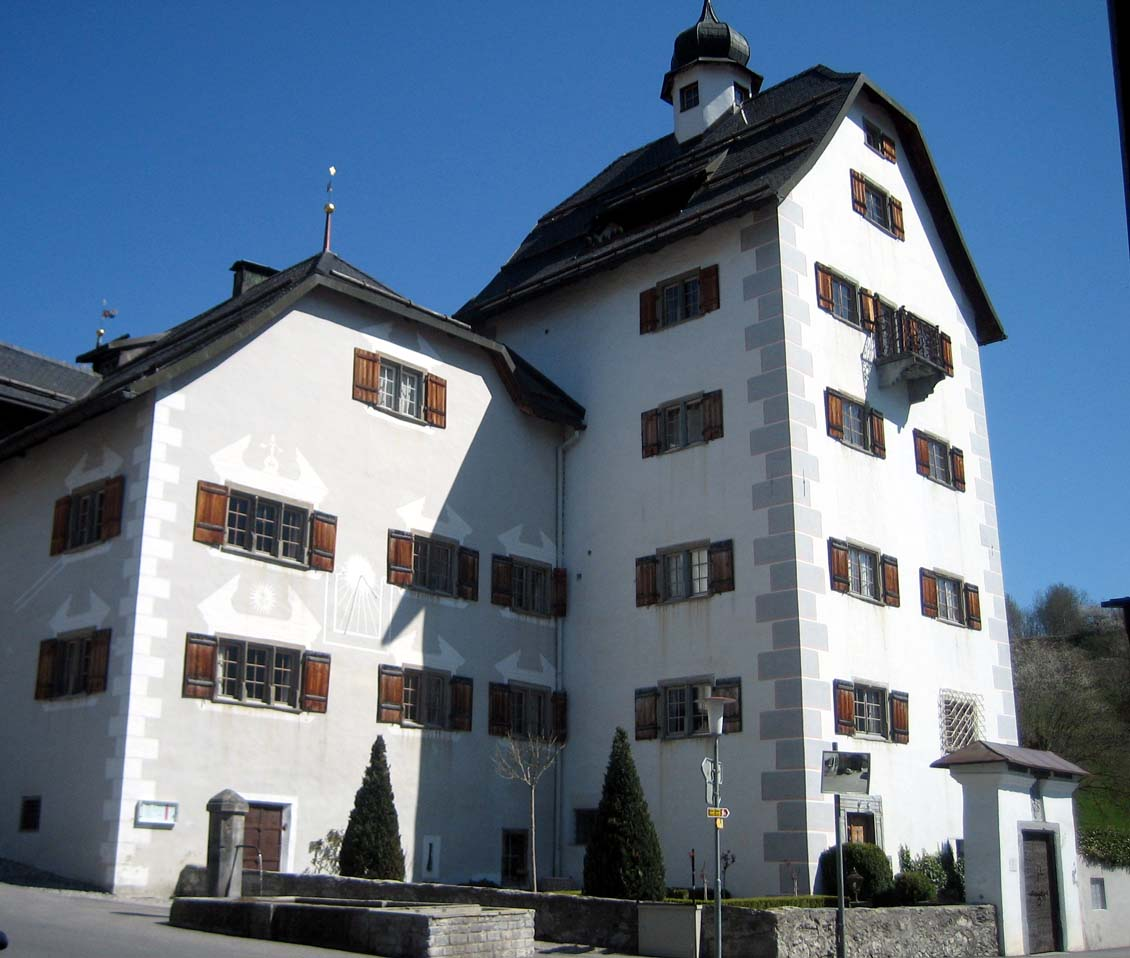
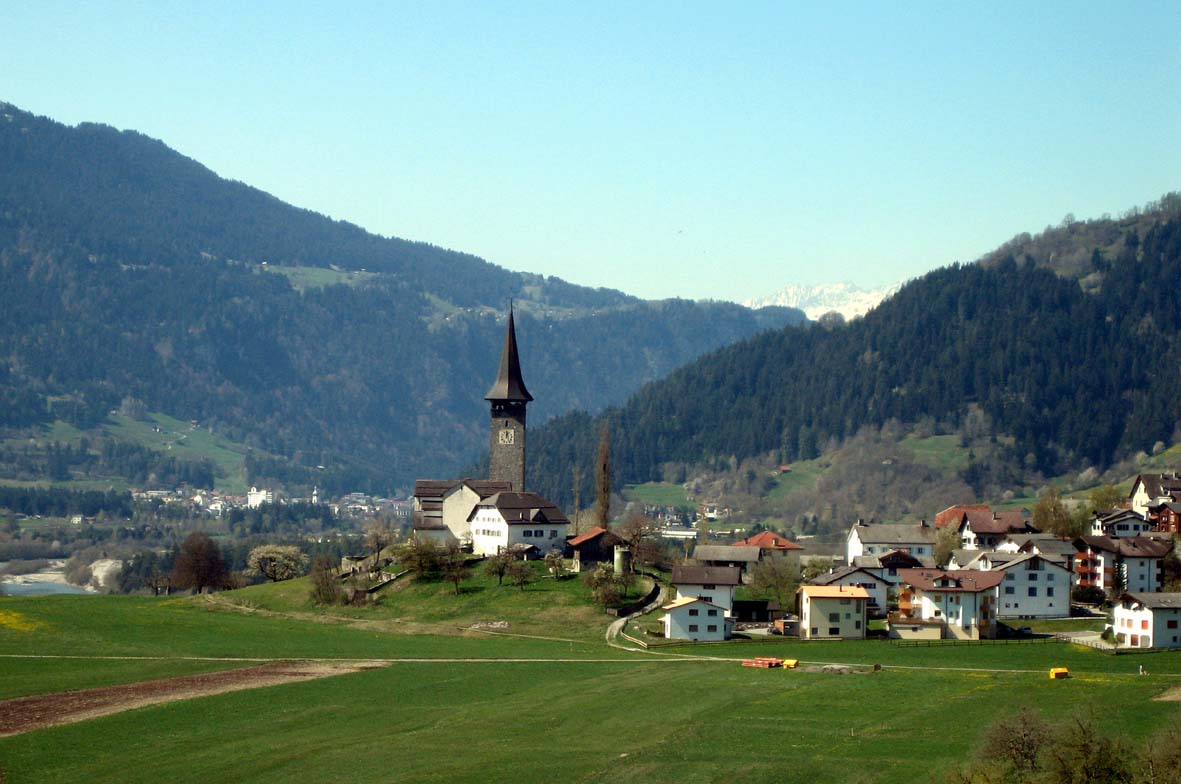
Церковь
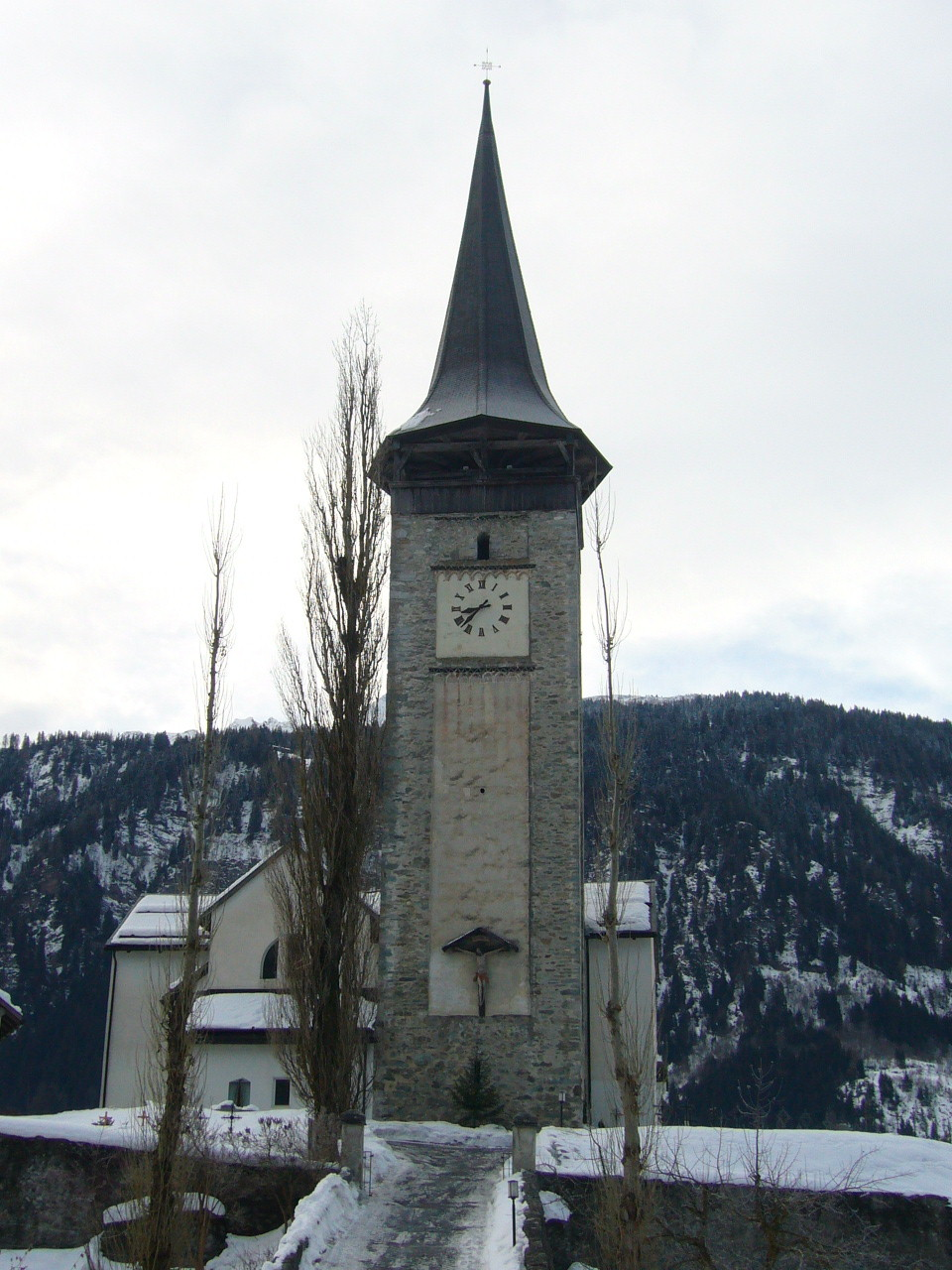
Церковь
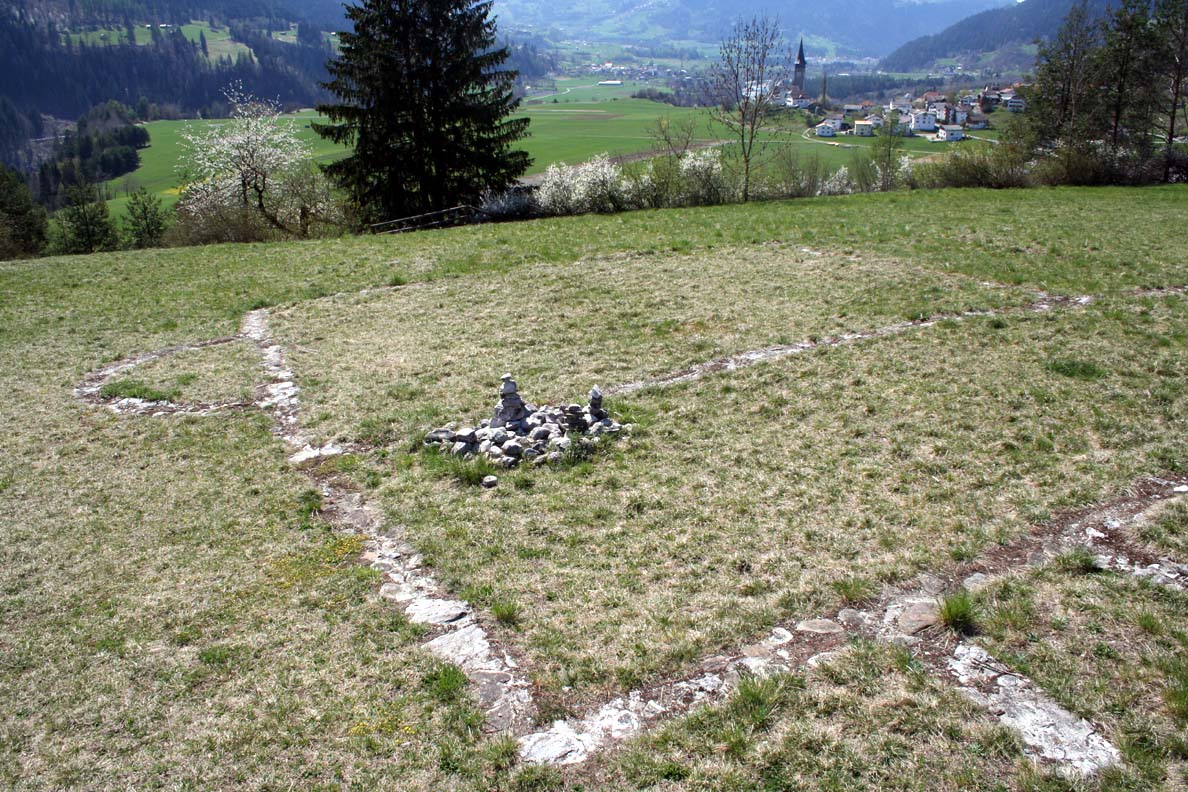
Церковь
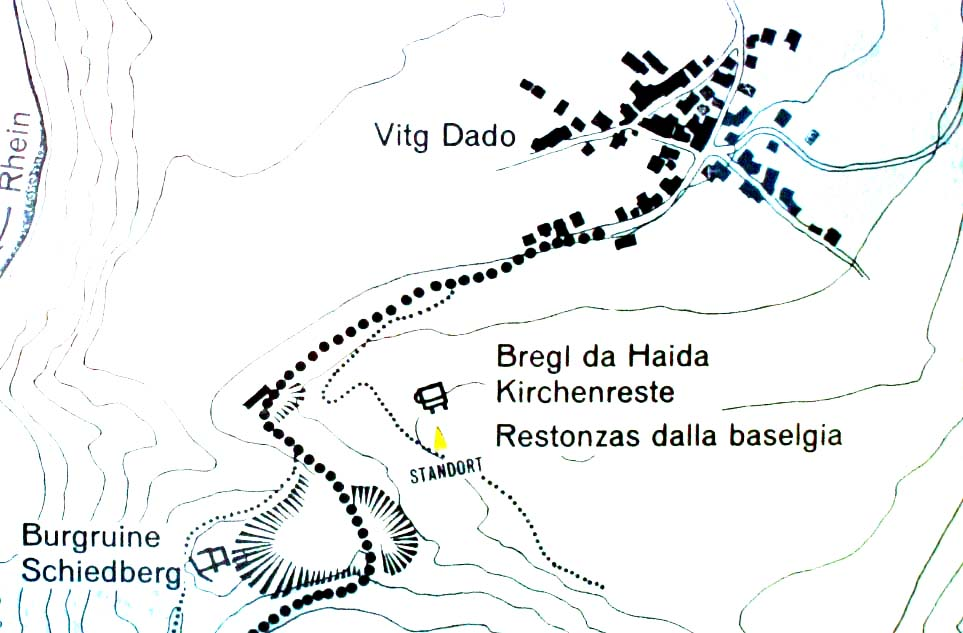
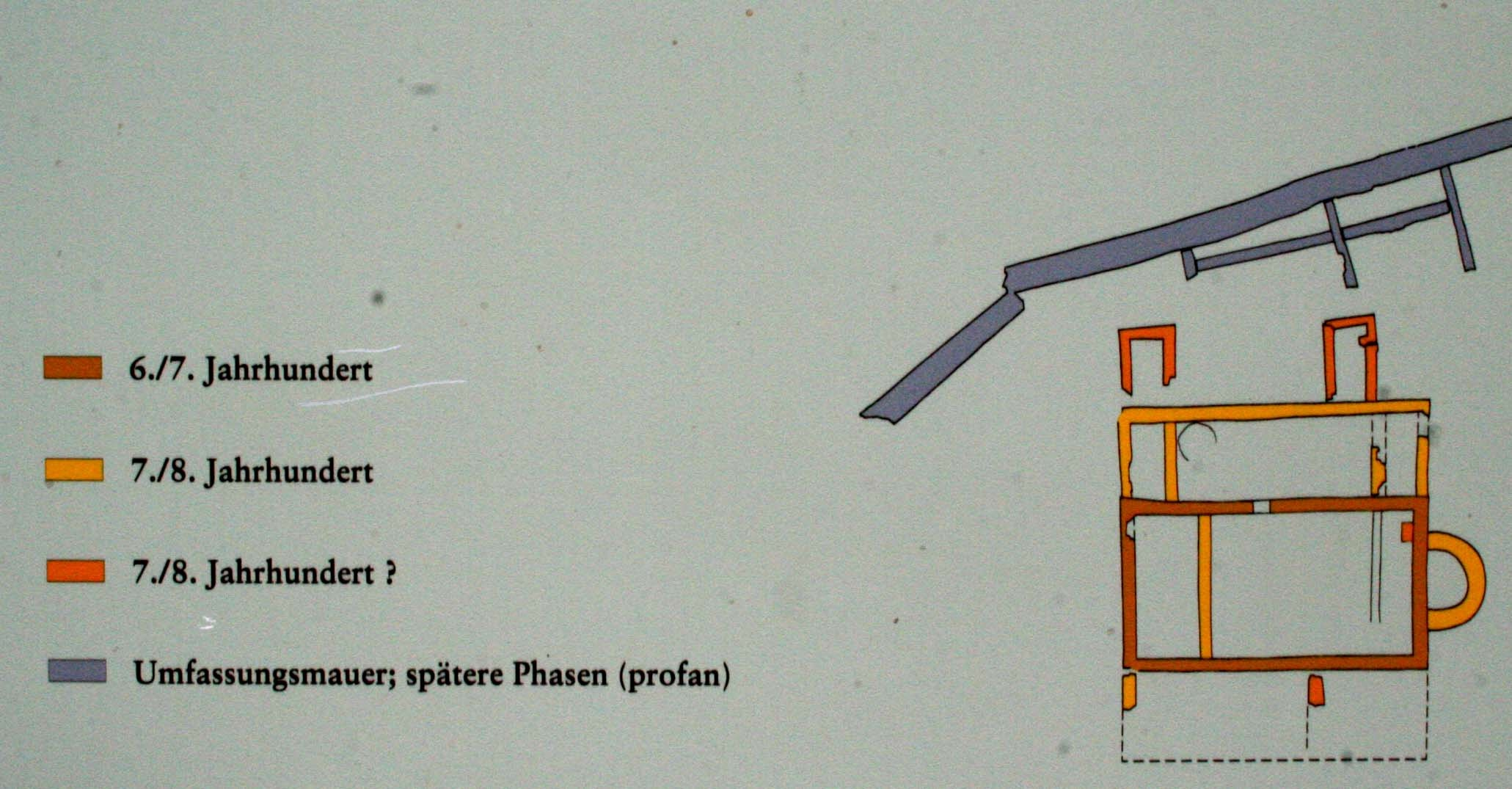